# CROSS LINE〜アスリート×東北 みらいを創る〜
『CROSS LINE〜アスリート×東北 みらいを創る〜』は、TBSで放送されていたミニ番組。全89回。JR東日本（東日本旅客鉄道）の単独提供。

## 概要
アスリートと東北人（とうほくびと）がクロストークする番組。

## 放送時間
| 放送期間  | 放送期間   | 放送時間（JST）    | 備考                                    |
| --------- | ---------- | ------------------ | --------------------------------------- |
| 2019.4.3  | 2020.4.24  | 水曜 23:07 - 23:10 |                                         |
| 2019.5.1  | 2020.9.23  | 水曜 22:57 - 23:00 | 『NEWS23』（第2期）の10分拡大で繰り上げ |
| 2020.10.6 | 2020.12.29 | 火曜 22:57 - 23:00 |                                         |

水曜日時代は『水曜日のダウンタウン』、火曜日時代は『火曜ドラマ』の拡大版などによってずれる事があった。
TBS系列のない地域にも遅れネットで放送していた（秋田放送（日本テレビ系列）ほか）。

## ナレーター
- 大友康平（宮城県出身）

## 放送内容
| 年月       | 出演者                                                                        | 備考  |
| ---------- | ----------------------------------------------------------------------------- | ----- |
| 2019年4月  | 三阪洋行（ウィルチェアラグビー） 遠藤元気（和太鼓奏者）                       |       |
| 2019年5月  | 大井利江（パラ陸上・男子砲丸投げ、円盤投げ） 藤織ジュン（海女）               |       |
| 2019年6月  | 山本篤（パラ陸上走り幅跳び） 遠藤史子（仙台すずめ踊り）                       |       |
| 2019年7月  | 斎藤由希子（陸上投てき選手） 武川健太（鉄道写真家）                           |       |
| 2019年8月  | 吉田信一（車いす卓球選手） 菅野伸是（そば職人）                               |       |
| 2019年10月 | 田澤隼（シッティングバレーボール選手） 北村麻子（ねぶた師）                   | [ 1 ] |
| 2019年11月 | 加藤健一（"空飛ぶ車椅子社長"） 太田渉子（パラテコンドー選手）                 |       |
| 2019年12月 | 小野寺公正（パラアーチェリー選手） 里村明衣子（女子プロレスラー）             |       |
| 2020年1月  | 谷真海（パラトライアスロン選手） 天野元（仙台市役所 文化観光局局長）          | [ 2 ] |
| 2020年2月  | 高橋勇市（ブラインドマラソン選手） 菅原昇（真山なまはげ伝承会 会長）          |       |
| 2020年3月  | 加藤健人（ブラインドサッカー選手） 好間高校フラダンス部                       |       |
| 2020年4月  | 村田奈々（パラ水泳選手） 磯﨑元勝（南部潜り 潜水士）                          |       |
| 2020年5月  | 再編集版                                                                      |       |
| 2020年6月  | 大和田洋平（車椅子バスケットボール選手） 伊藤純子（伊藤染工場 代表）          |       |
| 2020年7月  | 鈴木猛史（アルペンスキー） 大倉智（(株)いわきスポーツクラブ 代表取締役）      |       |
| 2020年8月  | 吉田知樹（パラ陸上選手） 中川洋之                                             |       |
| 2020年9月  | 高橋剛志（車椅子テニス選手） 鈴木誠一郎（会津漆器職人）                       | [ 3 ] |
| 2020年10月 | 中畑清（元プロ野球選手） 高橋一泰（“相馬の豪快漁師”）                         |       |
| 2020年11月 | 大友愛（元バレーボール選手） 岩佐義明（車椅子バスケ女子日本代表ヘッドコーチ） |       |
| 2020年12月 | 狩野亮（アルペンスキー） 奥村康太郎                                           |       |

## スタッフ
- プロデューサー：愛場雅人
- 製作：TBS、TBS SPARKLE